# Anders Brandberg
Anders Brandberg, född 14 december 1647 i Falun, död 1691 i Wismar, var en svensk jurist och ämbetsman. Efter studier i juridik vid Uppsala universitet var han auskultant i Svea hovrätt och Bergskollegium. Brandberg bedrev studier utrikes i bergshantering 1680-1684 och var kanslist i Riksarkivet 1685-1686. Han förordnades därefter till Överauditör vid svenska hjälptrupperna vid Rhenströmmen i tysk-romerska riket. Adlad den 6 november 1690 med släktnamnet Brandberg av Karl XI. Död i Wismar 1691 före introduktion på Riddarhuset i Stockholm.
I sköldebrevet från 1690 anges bland annat den adliga ätten Brandbergs vapen och sköldemärke. Släktvapnet kan fortfarande brukas av släktmedlemmar och bygger på ett vapen och sigill som funnits sedan i vart fall 1672. Den adliga ätten Brandberg räknas till kategorin ointroducerad adel.